# Vigotten
Vigotten är en sjö i Vetlanda kommun i Småland och ingår i Emåns huvudavrinningsområde. Sjön är 11,5 meter djup, har en yta på 1,07 kvadratkilometer och befinner sig 220,1 meter över havet. Sjön avvattnas av Gårdvedaån. Vid provfiske har bland annat abborre, braxen, gädda och mört fångats i sjön.
Uppströms Vigotten, mellan Säljen och Vigotten, ligger Kullebo kvarn.

## Delavrinningsområde
Vigotten ingår i det delavrinningsområde (634661-147179) som SMHI kallar för Utloppet av Vigotten. Medelhöjden är 239 meter över havet och ytan är 8,59 kvadratkilometer. Räknas de 2 delavrinningsområdena uppströms in blir den ackumulerade arean 58,84 kvadratkilometer. Gårdvedaån som avvattnar avrinningsområdet har biflödesordning 2, vilket innebär att vattnet flödar genom totalt 2 vattendrag innan det når havet efter 147 kilometer. Delavrinningsområdet består mestadels av skog (75 %). Avrinningsområdet har 1,07 kvadratkilometer vattenytor vilket ger det en sjöprocent på 12,5 %.

## Fisk
Vid provfiske har följande fisk fångats i sjön:
- Abborre
- Braxen
- Gädda
- Mört
- Siklöja
- Sutare